# 調緒

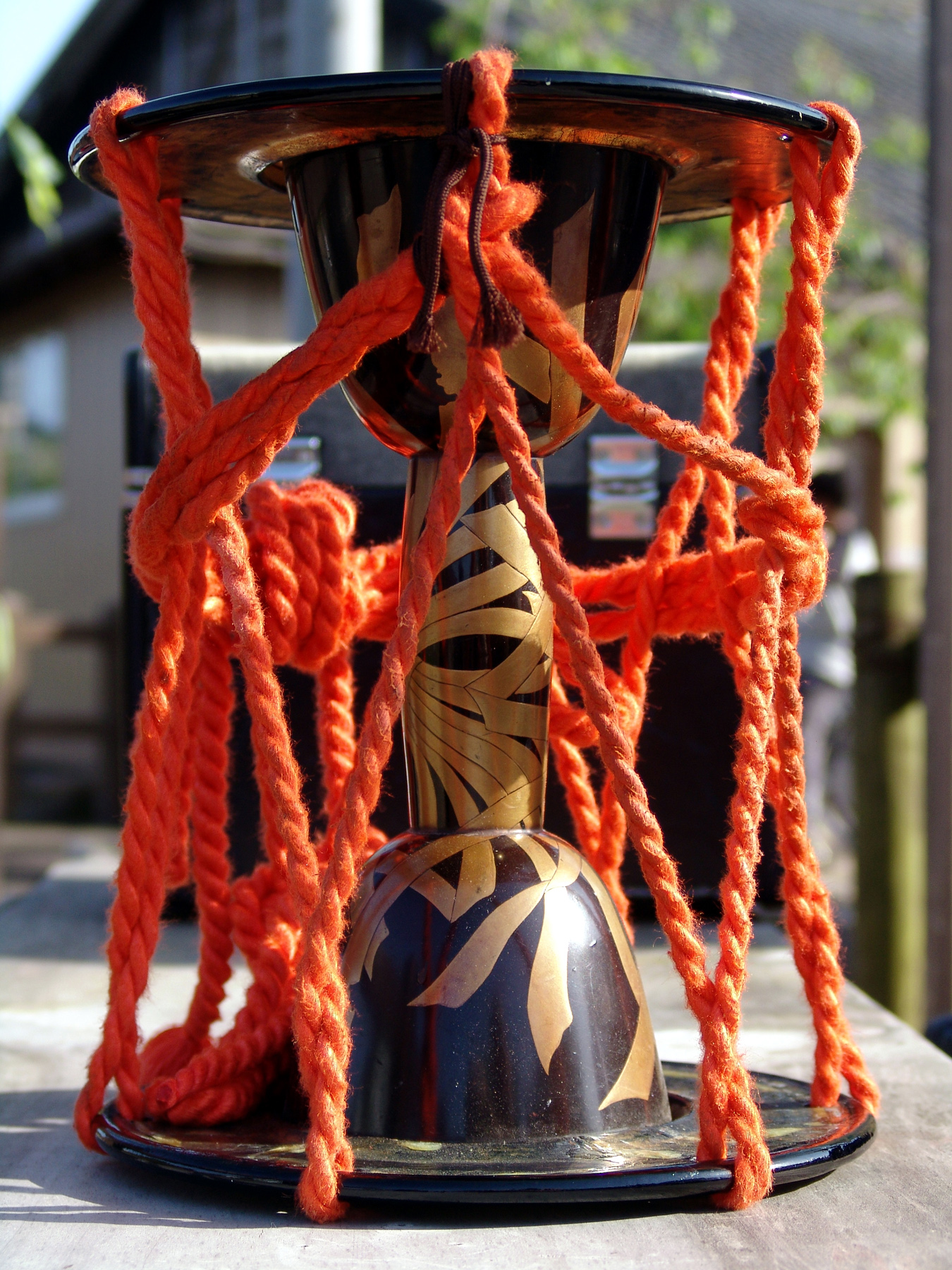
鼓の調緒

調緒（しらべお）とは、日本の代表的な伝統芸能である能で用いられる楽器、鼓（大鼓、太鼓、小鼓）で使用されるロープのことである。能単にしらべと呼ばれることもある。
調緒は、鼓の胴に張られた皮を締め付け、それぞれの楽器にあった音色を出す役割を担っている。
　　※この調緒の解説は、あくまで能楽用の調緒のものである。和太鼓や歌舞伎の各種の鼓などで使用されるロープの解説ではない。
　　※この解説の全文を「能楽.net（http://www.nohgaku.net/） より引用。

## 種類
楽器毎の調緒の種類には、次のようなものがある。
- 大鼓（おおつづみ・おおかわ）用の調緒には「縦」と「化粧」がある。
- 太鼓（たいこ）用は「縦」と「横」がある。
- 小鼓（こつづみ）用は「縦」と「横」と「化粧」がある。小鼓の場合、さらに調緒の端を結ぶための小紐（こひも）という細く短い紐も使う。

## 形態
三つの楽器により、それぞれ調緒の太さと長さが違う。
調緒の色は、朱色、紫色や茶色などもある。

## 材質
本来、調緒は麻糸を使用するが、一部には、合成繊維を使用した製品もある。
製作方法は、日本古来の手法でなわれたワラ縄に似ている。